# La Minerve
La Minerve es un municipio canadiense situado en la provincia de Quebec.

## Superficie
La Minerve tiene una superficie de 274,92 km².

## Demografía
En 2021, tenía 1421 habitantes, una densidad poblacional de 5,2 hab./km², y 1638 viviendas.